# Mika Laitinen
Mika Antero Laitinen (né le 3 mars 1973 à Kuopio) est un ancien sauteur à ski finlandais.

## Palmarès

### Jeux olympiques
| Épreuve / Édition | Albertville 1992 | Nagano 1998 |
| Petit Tremplin    | 5e               | 20e         |
| Grand Tremplin    | 19e              | 18e         |
| Par Equipes       | Or               | 5e          |

### Championnats du monde
| Épreuve / Édition | Thunder Bay 1995 | Trondheim 1997 | Ramsau 1999 |
| Petit Tremplin    | Bronze           | 25e            | 18e         |
| Grand Tremplin    | 13e              | 23e            | 23e         |
| Par Equipes       | Or               | Or             | 4e          |

### Championnats du monde de vol à ski
| Épreuve / Édition | Oberstdorf 1998 |
| Individuel        | 22e             |

### Coupe du monde
- Meilleur classement final: 6e en 1996.
- 5 victoires.

#### Saison par saison
| Année | Lieu |
| 1996  | Lillehammer (Norvège), Planica (Slovénie), Predazzo (Italie), Oberhof (Allemagne), Oberstdorf (Allemagne) |